# Маленький вампір
Маленький вампір (англ. The Little Vampire)— комп'ютерний анімаційний пригодницько-фентезійний фільм 2017 року, екранізація твору Анжели Зоммер-Бодербург.

## Сюжет
Мультфільм про тринадцятирічного вампіра на ім'я Рудольф Секвілбек, чию родину переслідує настирливий і злісний мисливець на вампірів Рукері зі своїм помічником. Рудольф зовсім випадкового знаходить відчинене вікно у замку, що відчинив цікавий хлопчик. Там він і знайомиться зі своїм однолітком — звичайним хлопчиком Тоні із Сан-Дієґо, який у захваті від старовинних замків, склепів та вампірів. Наступної ночі він бере його з собою літати над землею, а згодом знайомить його із власною родиною. Удвох їм вдається спритно перехитрити мисливця й зруйнувати всі його плани.

## Цікаві факти
- Фільм заснований на серії бестселерів Анжели Зоммер-Боденбург.
- В 2000 році за романами Зоммер-Боденбург на екрани вийшов фільм «Вампірчик», де головних героїв зіграли Джонатан Ліпніки і Ролло Уікс.
- Джим Картер і Еліс Крідж озвучили тих же персонажів, яких вони грали у «Вампірчику», — Рукері і Фреду.[1]